# Невада-Сіті (Каліфорнія)
Невада-Сіті (англ. Nevada City) — місто (англ. city) в США, в окрузі Невада штату Каліфорнія. Населення — 3152 особи (2020).

## Географія
Невада-Сіті розташована за координатами 39°15′35″ пн. ш. 121°1′59″ зх. д. / 39.25972° пн. ш. 121.03306° зх. д. (39.259608, -121.033110).  За даними Бюро перепису населення США в 2010 році місто мало площу 5,68 км², з яких 5,67 км² — суходіл та 0,01 км² — водойми.

### Клімат
| Клімат : Невада-Сіті    | Клімат : Невада-Сіті | Клімат : Невада-Сіті | Клімат : Невада-Сіті | Клімат : Невада-Сіті | Клімат : Невада-Сіті | Клімат : Невада-Сіті | Клімат : Невада-Сіті | Клімат : Невада-Сіті | Клімат : Невада-Сіті | Клімат : Невада-Сіті | Клімат : Невада-Сіті | Клімат : Невада-Сіті | Клімат : Невада-Сіті |
| Показник                | Січ.                 | Лют.                 | Бер.                 | Квіт.                | Трав.                | Черв.                | Лип.                 | Серп.                | Вер.                 | Жовт.                | Лист.                | Груд.                | Рік                  |
| Абсолютний максимум, °C | 26,1                 | 30,0                 | 28,3                 | 34,4                 | 38,3                 | 40,0                 | 41,1                 | 43,9                 | 40,6                 | 36,7                 | 32,2                 | 27,2                 | 43,9                 |
| Середній максимум, °C   | 10,1                 | 11,5                 | 13,1                 | 16,6                 | 20,9                 | 25,8                 | 29,8                 | 29,6                 | 26,5                 | 21,1                 | 13,2                 | 9,8                  | 19,0                 |
| Середній мінімум, °C    | 0,1                  | 0,7                  | 1,8                  | 3,6                  | 6,9                  | 10,5                 | 13,3                 | 12,9                 | 10,4                 | 6,8                  | 2,4                  | 0,2                  | 5,8                  |
| Абсолютний мінімум, °C  | −18,3                | −15                  | −11,1                | −6,7                 | −6,1                 | −2,2                 | 1,7                  | 1,1                  | −2,8                 | −6,7                 | −10,6                | −18,3                | −18,3                |
| Норма опадів, мм        | 283                  | 270                  | 240                  | 105                  | 57                   | 18                   | 5                    | 7                    | 30                   | 73                   | 197                  | 221                  | 1506                 |
| Днів з опадами          | 12,7                 | 12,3                 | 12,9                 | 8,8                  | 5,6                  | 2,7                  | 0,7                  | 1,4                  | 2,9                  | 5,2                  | 10,3                 | 10,7                 | 86,2                 |
| Днів зі снігом          | 1,3                  | 1,6                  | 1,5                  | 0,5                  | 0                    | 0                    | 0                    | 0                    | 0                    | 0                    | 0,3                  | 1,6                  | 6,8                  |
| ----------------------- | -------------------- | -------------------- | -------------------- | -------------------- | -------------------- | -------------------- | -------------------- | -------------------- | -------------------- | -------------------- | -------------------- | -------------------- | -------------------- |
| Джерело: NOAA           |                      |                      |                      |                      |                      |                      |                      |                      |                      |                      |                      |                      |                      |

## Демографія
Згідно з переписом 2010 року, у місті мешкало 3068 осіб у 1356 домогосподарствах у складі 744 родин. Густота населення становила 540 осіб/км².  Було 1510 помешкань (266/км²).
Расовий склад населення:
| - 92,5 % — білих - 1,5 % — азіатів - 0,9 % — корінних американців - 0,8 % — чорних або афроамериканців - 1,3 % — осіб інших рас |

До двох чи більше рас належало 3,0 %. Частка іспаномовних становила 6,7 % від усіх жителів.
За віковим діапазоном населення розподілялося таким чином: 16,9 % — особи молодші 18 років, 64,9 % — особи у віці 18—64 років, 18,2 % — особи у віці 65 років та старші. Медіана віку мешканця становила 47,5 року. На 100 осіб жіночої статі у місті припадало 100,4 чоловіків;  на 100 жінок у віці від 18 років та старших — 101,8 чоловіків також старших 18 років.
Середній дохід на одне домашнє господарство  становив 73 664 долари США (медіана — 47 981), а середній дохід на одну сім'ю — 93 391 долар (медіана — 51 910). Медіана доходів становила 48 750 доларів для чоловіків та 45 417 доларів для жінок. За межею бідності перебувало 13,7 % осіб, у тому числі 36,3 % дітей у віці до 18 років та 8,3 % осіб у віці 65 років та старших.
Цивільне працевлаштоване населення становило 1413 особи. Основні галузі зайнятості: освіта, охорона здоров'я та соціальна допомога — 26,0 %, науковці, спеціалісти, менеджери — 13,0 %, мистецтво, розваги та відпочинок — 12,0 %, роздрібна торгівля — 11,9 %.